# ناثانيل بوين
ناثانيل بوين (بالإنجليزية: Nathaniel Bowen)‏ هو قسيس أمريكي، ولد في 29 يونيو 1779، وتوفي في 25 أغسطس 1839.